# Aubin Vouet
 (février 2016).
Si vous disposez d'ouvrages ou d'articles de référence ou si vous connaissez des sites web de qualité traitant du thème abordé ici, merci de compléter l'article en donnant les références utiles à sa vérifiabilité et en les liant à la section « Notes et références ».
Aubin Vouet, né en 1595 et mort en 1641, est un artiste-peintre français. Il est le fils du peintre Laurent Vouet et le frère cadet de Simon Vouet.

## Biographie
Six ans après le départ de son frère vers l'Italie, il rejoint ce dernier à Rome. On sait que cela se fit très probablement autour de 1619 puisqu'en 1620, lui et son frère Simon sont recensés lors des Stati delle Anime. Tous deux se seraient logés au Vicolo di San Silvestro.
À Rome il s'émerveille devant les œuvres du Caravage, dont son David tenant la tête de Goliath illustre parfaitement son influence.
Mais il repart assez vite de Rome (son frère ne part que six ans plus tard, en 1627) pour revenir sur Paris où, dès 1621, il est nommé Peintre ordinaire du roi Louis XIII, entamant ainsi une carrière officielle et qui lui vaut de nombreuses commandes.
Sollicité vers 1630 pour la décoration de la nef de la chapelle des Pénitents noirs à Toulouse, Aubin Vouet réalisa deux immenses toiles sur la Révélation et l'adoration de la Croix, Le Serpent d'airain et L'Invention de la vraie Croix vers 1630, dont on pense très certainement qu'elles ont été terminées par un élève de l'école d'Aubin Vouet, Jean Senelle (Meaux, 1605-1671), ce dernier ayant été un ancien élève de Georges Lallemant.
En 1634, Aubin Vouet travaille dans la chapelle du Château-Vieux à Saint-Germain-en-Laye.
Et à cette même époque il aurait également été actif dans l'école parisienne de son frère Simon (notamment aux côtés de François Tortebat, Michel Dorigny, Michel Corneille l'Ancien, Nicolas Chaperon, Charles Poerson) et aurait ainsi participé à la réalisation de toiles de ce dernier.

## Influences
Dans ses premières toiles, Aubin Vouet est incontestablement influencé par le style du Caravage, s'inscrivant ainsi dans la droite ligne des caravagesques, aux côtés de Guido Reni, de Nicolas Régnier ou encore de Domenico Fetti.
À son retour en France, il se tourne vers de vastes compositions, très souvent aux sujets mythologiques ou religieux, et avec le même style que son frère Simon Vouet va développer, reprenant ainsi une palette de coloris vifs avec de grands drapés qui rythment les scènes. Ses compositions sont similaires à celles de son frère : très souvent en frise, à l'intérieur d'un triangle, les personnages étant fréquemment surélevés, tel que l'on peut le constater sur Le Centurion Corneille aux pieds de Saint Pierre qu'il réalisa en 1639 à l'occasion du May pour la cathédrale Notre-Dame de Paris (conservé dans la chapelle Saint-Pierre). Il en réalisa par ailleurs deux autres (celui de 1632 et celui de 1640).
Dans son diptyque de la nef de la chapelle des Pénitents Noirs à Toulouse, Le Serpent d'airain et L'invention de la vraie croix, Aubin Vouet utilise dans couleurs vives et une lumière claire qui met en valeur les drapés.

## Œuvres

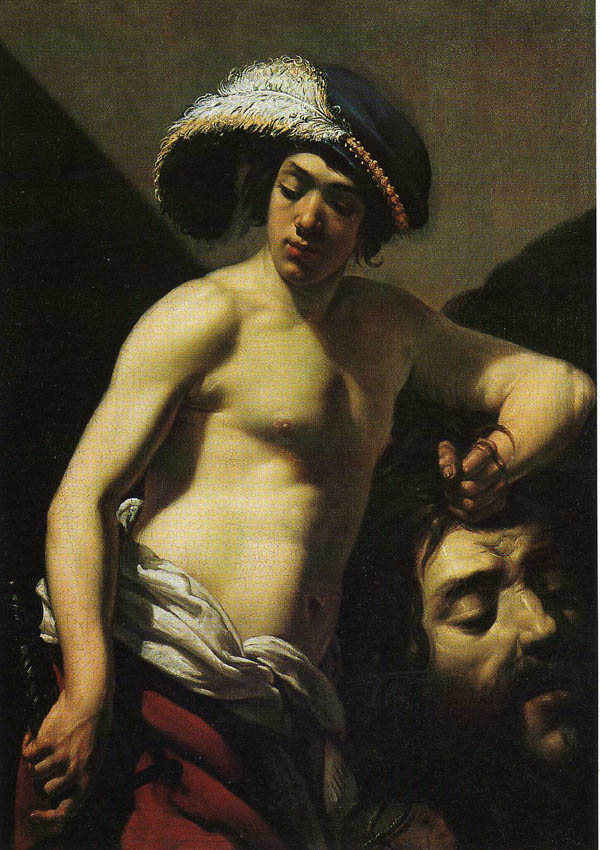
David tenant la tête de Goliath, huile sur toile, musée des beaux-arts de Bordeaux.

- La Crucifixion, 1626, Versailles, chapelle du lycée Hoche ;
- David tenant la tête de Goliath, musée des Beaux-Arts de Bordeaux ;
- Le Serpent d'airain, vers 1630, musée des Augustins, Toulouse ;
- L'invention de la vraie Croix, vers 1630, Toulouse, musée des Augustins ;
- La Libération de Saint Pierre, musée des Augustins, Toulouse ;
- La Mort d'Ananie et Saphire, 1632, musée des Beaux-Arts de Rouen, May ;
- La Chasse de Méléagre, musée des Beaux-Arts de Rennes ;
- Le Centurion Corneille aux pieds de Saint Pierre, 1639, chapelle Saint-Pierre, cathédrale Notre-Dame de Paris, May ;
- Le Christ au mont des oliviers, 1640 ;
- La délivrance de saint Pierre, 1640, musée des Augustins de Toulouse, May ;
- Saint Bernard bénissant un mort, Nantes, musée d'arts ;
- La déploration du Christ, Arras, musée des Beaux-Arts ;
- Saint Pierre guérissant les malades de son ombre (attribué), Florence, musée des Offices ;
- Sainte Paule faisant l'aumône (attribué), Lyon, musée des Beaux-Arts ;
- L'allégorie de l'Abondance ;
- Sainte Catherine d'Alexandrie.